# Påhängsfråga
Påhängsfråga är en fras som tillfogas till ett påstående för att göra om det till en fråga. På svenska är "eller hur?" en påhängsfråga.
Engelska har många olika påhängsfrågor, till exempel isn't it? medan franskans och tyskans motsvarigheter är n'est-ce pas? respektive nicht wahr?
Engelska
Påhängsfrågor läggs till ett påstående och motsvarar svenskans, eller hur? inte sant? väl?
Förenklad regel
Jakande påstående + nekande påhäng 
ex. Anna is swedish, isn't she
Nekande påstående + jakande påhäng
ex. Anna wasn't there, was she?